# Малотенькашево
Малотенька́шево (рос. Малотенькашево, башк. Бәләкәй Теңкәш) — присілок у складі Нурімановського району Башкортостану, Росія. Входить до складу Байгільдінської сільської ради.
Населення — 172 особи (2010; 170 у 2002).
Національний склад:
- татари — 68 %
- башкири — 32 %